# Rathebur
Rathebur este o comună din landul Mecklenburg-Pomerania Inferioară, Germania.